# Лиматола
Лиматола (итал. Limatola) — коммуна в Италии, располагается в регионе Кампания, подчиняется административному центру Беневенто.
Население составляет 3619 человек, плотность населения составляет 201 чел./км². Занимает площадь 18 км². Почтовый индекс — 82030. Телефонный код — 0823.
Покровителем коммуны почитается священномученик Власий Севастийский, празднование 3 февраля.